# Stenus ater
Stenus ater är en skalbaggsart som beskrevs av Mannerheim 1830. Stenus ater ingår i släktet Stenus, och familjen kortvingar. Arten är reproducerande i Sverige.